# Funzel
Als Funzel (vermutlich eine Ableitung des 18. Jahrhunderts auf -sel zu Funke oder im 17. Jahrhundert aus frühneuhochdeutsch voncksel, „Zündstoff“, vereinfacht) wird umgangssprachlich abwertend eine schlecht brennende Lampe bezeichnet bzw. eine Lampe, die nur sehr wenig Licht spendet, also eine sehr schwache Lichtquelle. Davon abgeleitet bedeutet funzelig etwa „dämmrig, schummrig“, aber auch klein und daher schlecht zu benutzen, oder/und auch Dinge von schlechter Qualität (leicht zerbrechlich oder umständlich in der Handhabung).  Metaphorisch verwendet bildet Funzel einen ironischen Gegensatz zu Fackel.
Im Technikerjargon wird Funzel scherzhaft als Bezeichnung für Rundfunksender schwacher Leistung oder für Füllsender verwendet.
Die Satiriker Jochen Petersdorf und Johannes Conrad haben gemeinsam eine Beilage zum Eulenspiegel entwickelt und diese „Funzel. Abendblatt für trübe Stunden“ genannt. Die Leipziger Funzel ist ein bekanntes, 1976 gegründetes Kabarett.
Im Schwäbischen bezeichnet man auch eine alte hässliche Frau als Funzel.

## Belege
1. ↑  Historie - Kabarett-Theater Leipziger Funzel. Abgerufen am 25. November 2020.